# Australská literatura
Australská literatura je pojem zahrnující písemnictví vzniklé na území dnešní Austrálie (přesněji Australského společenství), ať už v jakémkoli jazyce. Vzhledem k anglické kolonizaci převládá literatura psaná anglicky (tato část australské literatury může být zařazena do širší kategorie literatury anglické - definované jazykově). Vhledem k tomu, že před kolonizací původní obyvatelé nevyvinuli vlastní systém písma, jsou dějiny australské literatury relativně krátké, počínají až v 19. století. Navzdory tomu jí lze připsat dvě Nobelovy ceny za literaturu (White, Coetzee). Patrná je také stále existující prostupnost britské a australské kultury (plus také americké), mnozí autoři odcházejí z jedné země do druhé a patří tak k více národním literaturám.

## Próza
Za autora první australské knihy vůbec bývá uváděn William Wentworth, jeho kniha z roku 1819 však byla spíše historicko-politickou studií. První román, byť detektivní, napsal Henry Savery roku 1830. Za průkopníka vážné prózy lze označit Thomase Alexandera Browneho, jenž publikoval též pod jménem Rolf Boldrewood, a který jako první zpracoval téma australských zlatokopů, či Marcuse Clarka, jenž vyprávěl o osudech trestanců (Austrálie byla původně britskou trestaneckou kolonií). Sérii románových kronik vystavěla Henry Handel Richardsonová. K dalším pionýrům patřili autor venkovských próz Joseph Furphy, nebo povídkář Steele Rudd (zejm. On Our Selection).
První ženskou australskou autorkou byla Anna Maria Bunnová. První opravdu významnou pak Miles Franklinová. Její debut My Brilliant Career z roku 1901 znamenal velký průlom. Blízkou spolupracovnicí Franklinové byla Dymphna Cusacková (napsali spolu román Pioneers on Parade). V jejich stopách šly Christina Steadová, jež se vyznačovala psychologickou jemnokresbou, či Ruth Parková. V Austrálii se narodila i Elizabeth von Arnim, ovšem žila zde jen tři první roky svého života.
Prvním australským prozaikem s významným mezinárodním přesahem byl v Austrálii se usadivší Angličan Nevil Shute, který australskou realitu popisoval zejména v románu A Town Like Alice. Ještě většího věhlasu, možná největšího v celé australské literatuře, dosáhl další anglický imigrant, prozaik a dramatik Patrick White, který za své dílo nakonec roku 1973 získal Nobelovu cenu za literaturu, jako první Australan. K Whitovi měl blízko prozaik David Malouf, jenž se rovněž soustřeďoval na mužskou krizi v moderním světě a hledání nové mužské identity.
Světový zájem vzbudilo i dílo Morrise Westa, jenž je znám svými "vatikánskými" romány (v nichž mimo jiné prorokoval zvolení slovanského papeže) a zvláště Colleen McCulloughové, kterou proslavili Ptáci v trní, román vyšlý roku 1977 a adaptovaný televizí v roce 1983. Thomas Keneally došel podobně docenění po hollywoodském zfilmování svého Schindlerova seznamu, Markus Zusak po zfilmování své Zlodějky knih. Nejslavnější dílo Alana Marshalla Už zase skáču přes kaluže zfilmoval český režisér Karel Kachyňa.
Od roku 2002 žil v Austrálii (a od roku 2006 byl australským občanem) nositel Nobelovy ceny za literaturu John Maxwell Coetzee. V Sydney se narodil (byť jako britský občan) spisovatel James Clavell známý bestsellery jako Král Krysa nebo Šógun. Romanopisec Peter Carey je dvojnásobným držitelem Man Bookerovy ceny, tu druhou získal za zpracování osudů legendárního australského zločince Neda Kellyho. Stejnou cenu v roce 2014 získal Richard Flanagan. Geraldine Brooksová zase získala cenu Pulitzerovu. Mnoho cen má na svém kontě také prozaička Shirley Hazzardová, do prózy originálně zabrousil i známý zpěvák a textař Nick Cave (A uzřela oslice anděla, Smrt zajdy Munroa). Krom nich patří k úspěšným současným autorům kupříkladu Tim Winton či Kate Mortonová, za Australana lze považovat i Michela Fabera. Od 90. let se hovoří o nástupu tzv. grunge literatury, jejím představitelem je např. Christos Tsiolkas.
I původní obyvatelé se do australské literatury nakonec zapojili, zvolili ale povětšinou také angličtinu, k nejvýznamnějším takovým autorům patří David Unaipon, jehož portrét dnes lze nalézt na 50 dolarové australské bankovce.

## Poezie a drama
Klasiky australské poezie jsou především Banjo Paterson a Henry Lawson. Oba byli současníky a krom jiného prosluli svou polemikou o povaze australské buše, a tím pádem australské identity (tzv. Bulletin Debate). Zatímco Lawson viděl buš jako drsnou a formující hrubší a pragmatickou australskou duši, Paterson viděl buš romanticky, jako divočinu vzněcující vášně. Buš zůstává stále se vracejícím tématem australské poezie a filozofie, v minulosti například u Adama Lindsay Gordona a Henry Kendalla, v současnosti u básníka Lese Murrayho. Velkým tématem byla buš pro identitární literární hnutí Jindyworobak. Vlasteneckou poezií proslula Dorothea Mackellarová (zejm. báseň My Country), socialistickou Mary Gilmoreová, přírodní, ba až environmentalistickou Judith Wrightová, humornou pak C. J. Dennis. Evropské modernistické vlivy (zejm. symbolistické) vnesl do australské poezie Christopher Brennan. První aboridžinskou básnířkou v historii byla Oodgeroo Noonuccalová. Typickým reprezentantem přistěhovalecké poezie je Wadih Sa'adeh.
K ústředním postavám australského dramatu patří Alan Seymour, David Williamson, Nick Enright či Sally Morgan.

## Žánrová literatura
V žánrové literatuře vynikly Norman Lindsayová, John Marsden, Patricia Wrightsonová (se svým převyprávěním mýtů původních obyvatel) a Pamela Lyndon Traversová (a její chůva Mary Poppinsová) v žánru literatury pro děti, Greg Egan, George Turner a A. Bertram Chandler ve sci-fi, Garth Nix, Trudi Canavanová, Jennifer Roweová, John Flanagan a Marianne Curleyová ve fantasy, Barry Humphries v humoristické literatuře, Robert Hughes, Peter Singer a Germaine Greerová v esejistice, Alan Moorehead v žánru cestopisu, Edward Duyker a James Aldridge v žánru biografie, Pierre Ryckmans v historické publicistice, Helen Garnerová a Michael Robotham v krimi, Matthew Reilly v thrilleru.